# Comité Especializado de Seguridad Energética
El Comité Especializado de Seguridad Energética (CESE) es un órgano colegiado de apoyo al Consejo de Seguridad Nacional. El Comité Especializado de Seguridad Energética asesora al Consejo de Seguridad Nacional así como al presidente del Gobierno en materia de seguridad energética, su uso, distribución y adaptación a las distintas situaciones meteorológicas u otros factores.
Se creó por Acuerdo del Consejo de Seguridad Nacional de 20 de enero de 2017.

## Funciones
Las funciones del Comité Especializado de Seguridad Energética son:
- Fomentar las relaciones de coordinación, colaboración y cooperación entre las distintas Administraciones Públicas con competencias en el ámbito de la seguridad energética, así como entre los sectores público y privado.
- Incentivar la participación de la sociedad civil cuando su contribución sea relevante y en aras a edificar una cultura de seguridad energética nacional.
- Facilitar la toma de decisiones del propio Consejo mediante el análisis, estudio y propuesta de iniciativas tanto en el ámbito nacional como en el internacional.